# 슈타르나 3세
슈타르나 3세(Shuttarna III)는 미탄니의 왕으로 기원전 14세기에 약간 다스렸다, 그는 아르타마마 2세의 아들로 투슈라타의 왕좌를 찬탈한 자였다. 슈타르나는 아시리아의 지지를 구하였지만 히타이트에 격파되었다. 히타이트는 샤티와자를 미탄니 왕좌에 설치하였다. 
| 전 대 아르타마마 2세 | 제10대 미탄니 국왕 기원전 1350년 | 후 대 샤티와자 |

## 같이 보기
- 미탄니